# الديانة السورية القديمة

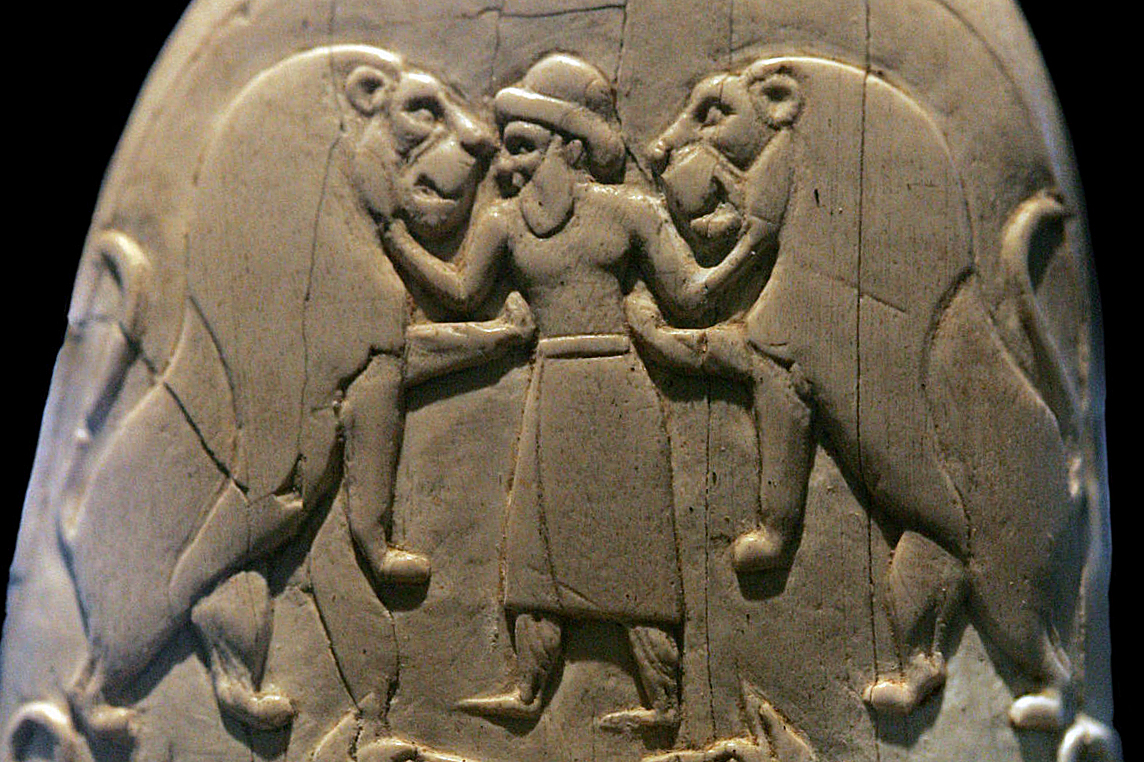

الديانة السورية القديمة هي العقائد والطقوس والشعائر التي كان قد مارسها المجتمع السوري خلال العصور القديمة، في الفترة الممتدة بين منتصف الألف الثاني قبل الميلاد حتى دخول الاسكندر المقدوني لسورية في القرن الرابع قبل الميلاد. حيث كانت الأرض السورية عبر التاريخ مهداً لأول المعتقدات البشرية التي ازدادت عمقاً عبر العصور، وما ذلك إلا بفعل التنوع الحضاري، والتراكم الثقافي المستمر. فبعد البداية القوية للعقائد التي سادت في عصر «النيوليت» أو الحجري الحديث، نجدها وقد انتظمت ضمن نفس السياق المعرفي لتحقق نضوجها، وذلك خلال العصور التاريخية، بعد أن أكسبتها التبدّلات السياسية، والإقتصادية، والإجتماعية، ثراءً وتلوّناً قلَّ نظيره.يتصف تاريخ سورية في الألف الأول قبل الميلاد بسيادة مجموعتين بشريتين كبيرتين، الآراميون والفينيقيون، وقد استقرت المجموعة الأولى في المناطق الداخلية، وأقامت بالتالي ممالك - مدن متعددة، في حين استوطنت المجموعة الثانية في المناطق الساحلية، وكان لها دور بارز في التجارة والملاحة البحريتين. يضاف إلى هاتين المجموعتين جماعات المؤابيين والأدوميين والعمونيين وغيرهم. كما تعرضت سورية خلال الألف الأول قبل الميلاد لسيطرة قوى مجاورة كبرى هاجمتها بجيوشها، وأخضعت ممالكها المتعددة التي لم تنعم بالاستقلال، وتوجب عليها دفع جزية باستمرار لهذه القوى. ومن هذه القوى الإمبراطوريتين الآشورية الحديثة والبابلية الحديثة والإمبراطورية الإخمينية، التي سيطرت على سورية بشكل متعاقب خلال الألف الأول قبل الميلاد، كما لم تسلم سورية من تدخلات المصريين الذين حاولوا استعادة مناطق نفوذهم القديمة.

## الآلهة السورية
تصوّرَ سكان المشرق القديم آلهتهم على شاكلتهم بحيث تشبههم في الصفات الفيزيائية والروحية، فهي تغضب وتعطف، تصارع وتهادن، تأكل وتشرب. أمّا علاقتهم مع الكواكب والنجوم وظواهر الطبيعة، فقد عرفوا عن طريقها دورة الزمن وتجدّد الحياة، وتأملوا أعماق الكون، وغاصوا في أسراره، وتعرّفوا من خلال متابعة هذه المظاهر الكونية على الكثير من العلوم والمعارف التي كانت تُصنَّفُ تحت ما يسمى بالكهانة والتنجيم والعرافة وقراءة الطالع.

### آلهة أوغاريت
تقدم لنا المادة الأثرية والنصوص المكتشفة في رأس الشمرا  وتحديدا في أوغاريت  فكرة واضحة عن عالم الآلهة والأساطير، ليس في المدينة فحسب بل في كل بلاد الشام خلال الألف الثاني قبل الميلاد، والتي يرجع الكثير منها إلى أصول أقدم، ويمكن أن نجدها في أزمنة مختلفة في العديد من مناطق مشرقنا القديم، مثل إبلا وماري وبلاد الرافدين. بلغ عدد أسماء الآلهة التي جاء ذكرها في سلسلة من نصوص أوغاريت ما مقداره 234 اسماً، عرف منها  178 من خلال نصوص الأضاحي والتقدِمات الدينية. وَ من المرجح أن الكثير من الأسماء الألوهية التي تبدو مختلفة، ما هي إلا وصفٌ ونعتٌ أو نسبةٌ، أو صيغةٌ لغويةٌ محورةٌ تتطابق مع اسم الإله الأساسي في مجمع الآلهة. وبالتالي فإن هذا العدد الكبير من الأسماء التي ذكرت في الأدب وقوائم التقدمات والأضاحي، ليست فقط أسماء آلهة، فالآلهة الحقيقية أقل بكثير، وعددها بالمجمل وفق النصوص بين 100 إلى 110. ومن أسماء هذه الآلهة ومعناها والوظائف الرئيسة التي كانت منوطة بها مايلي:

#### إيل
تعني كلمة إيل باللغة الأكادية إله، ومؤنثه إيلت أي الإلهة. وكان له من الأولاد سبعون. وكان يظهر ميلًا للتخلي عن بعض سلطانه لأولاده، وهو يقف على رأس مجمع الآلهة الكنعاني، ويعد أباً للآلهة وللبشر وملكاً عليهم جميعاً، ما عدا بعل الذي أزاح الإله الطيب والعجوز عن الحكم. وأهم الصفات التي يتميز بها إيل هي الحكمة والخير والتسامح، ومع ذلك فإن إيل لا يتدخل في شؤون الحياة اليومية، فنراه يعين بعل حاكماً على الآلهة، وعندما يهلك بعل يضع عشتارو بدلاً عنه. ولا نراه يتدخل في صراع بعل ويم، وهو حاضر دائماً لأن يقف إلى جانب الأقوى.

#### بعل
هو بعل النشيط، ومكان إقامته جبل سابون/صَفُن أو الأقرع شمالي اللاذقية، حيث كان يوجد على قمته قصر بعل المتلألئ. وتعني كلمة بعل المالك والسيد والزوج. وقد كان بعل إله الخصوبة، وإله الطقس والأمطار والعواصف، ولقبه بعل عليان؛ أي بعل السامي العظيم. وقد أحبه السكان في كل مكان من الشرق القديم، وكان يحمل أسماءً أخرى مثل أدد، أدو، أد تيشوب، حدد.